# 内山龍一郎
内山 龍一郎（うちやま りゅういちろう、1934年〈昭和9年〉8月4日 - ）とは、元NHKアナウンサー。東京都出身。

## 来歴・人物
- 東京都立小石川高等学校、早稲田大学第一商学部卒業後の1959年、NHKにアナウンサーとして入局。
- 大分、新潟、名古屋、福岡局を経て、東京アナウンス室勤務。
- 1978年、NHKを退局し、テレビ東京の「ビジネスナウ」のキャスターを三年歴任。
- 全国各地で講演。多数の企業の講師を歴任。

## 担当番組
- 現役時代は、『サラリーマンライフ』のキャスターを主に、ニュース・教養番組・音楽番組『軽音楽ホール』を担当。
- 新潟局勤務の時、新潟地震に遭遇。新潟地方気象台で一報を実況中継。
- 『瓢湖の白鳥』という番組のナレーションでABU賞受賞。
- 福岡時代に『今晩は九州』の初代キャスターになる。
- 沖縄海洋博の様々な中継を担当。

## 著書・出版物
- 「アガらないで上手に話せるコツ」（日本実業出版社）
- 「上司の期待に応えるための60項」（日本実業出版社）
- 「社長のためのスピーチ読本」 （中経出版）
- 「思いどおりに人前で話す法」（中経出版）
- 「NHKで学んだ司会術」（中経出版）
- 「話す技術・説得する方法」（中経出版）
- 「ネコでもできるEメールのはじめ方」（中経出版）
- 「ネコでもできるホームページの作り方入門の入門」（中経出版）
- 「ネコでもできるEメール7つの基本ワザ」（中経出版）
- 人の心をとらえる「社長の話し方」ビデオ （日本経営合理化協会）

他多数。